# 灯油藤

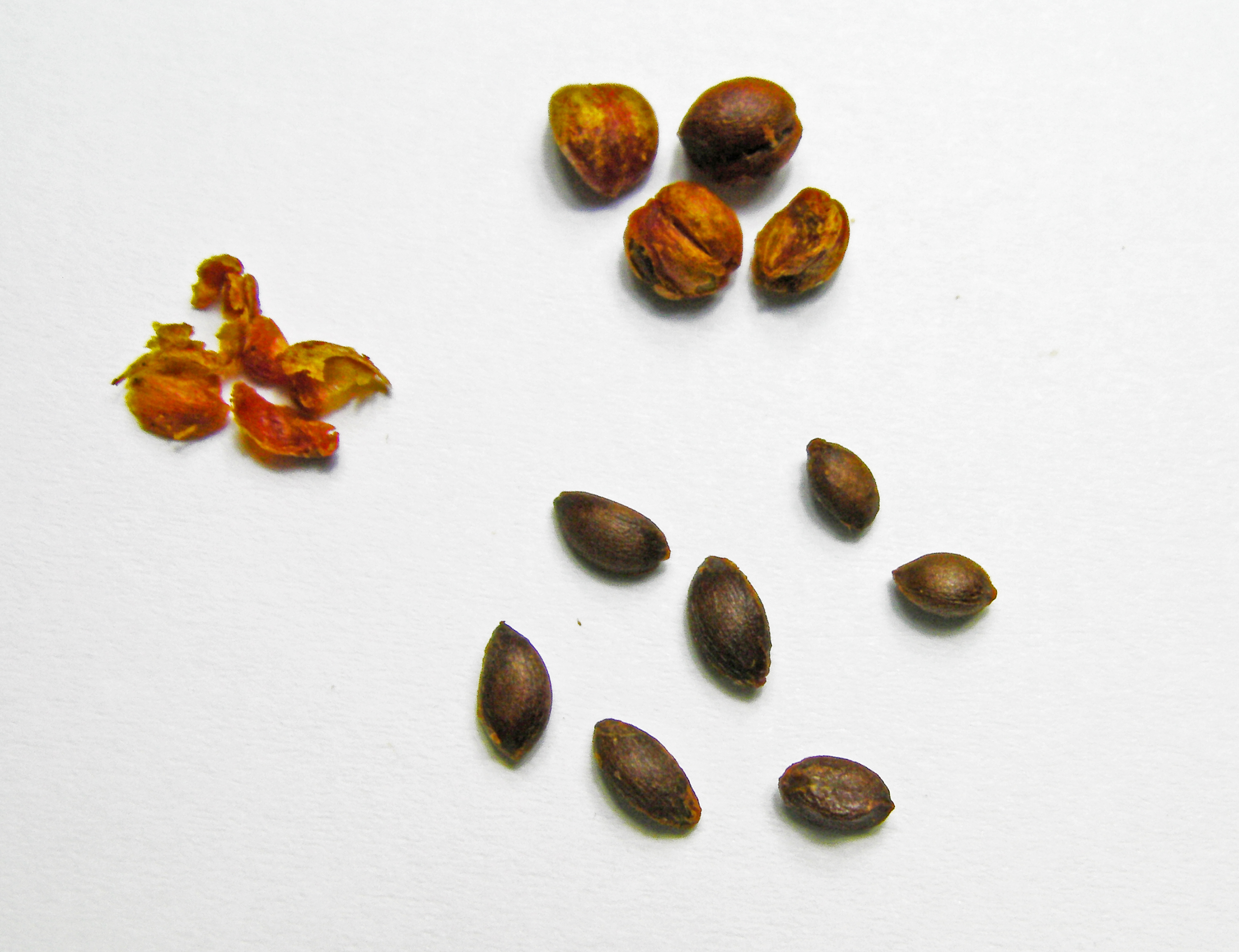
灯油藤的種子

灯油藤（学名：Celastrus paniculatus），又名多花滇南蛇藤、滇南蛇藤、打油果、红果藤、小黄果、 圆锥南蛇藤，为卫矛科南蛇藤属的植物。分布在印度、台湾岛以及中国大陆的海南、广东、云南、贵州、广西等地，生长于海拔200米至2,000米的地区，多生在丛林中地带，目前尚未由人工引种栽培。在印度它是阿育吠陀和尤那尼所用的一種傳統益智药。